# Arichanna subtilis
Arichanna subtilis är en fjärilsart som beskrevs av Inoue 1987. Arichanna subtilis ingår i släktet Arichanna och familjen mätare. Inga underarter finns listade i Catalogue of Life.